# Endure and Survive
Endure and Survive är hårdrockssångarens Blaze Bayleys åttonde studioalbum. 

## Låtlista
1. "Endure and Survive"
2. "Escape Velocity"
3. "Blood"
4. "Eating Lies"
5. "Destroyer"
6. "Dawn of the Dead Son"
7. "Remember"
8. "Fight Back"
9. "The World Is Turning the Wrong Way"
10. "Together We Can Move the Sun"

## Medlemmar
- Blaze Bayley – sång
- Chris Appleton – sologitarr
- Karl Schramm – basgitarr
- Martin McNee – trummor